# Ko (kana)
こ in hiragana o コ in katakana è un kana giapponese e rappresenta una mora. Questo kana deriva dal kanji 己. La sua pronuncia è /ko/.
Questo carattere se integrato con il dakuten diventa ご in hiragana e ゴ in katakana. Anche la pronuncia cambia e diventa /ɡo/.
| Forma                    | Rōmaji          | Hiragana                   | Katakana                   |
| ------------------------ | --------------- | -------------------------- | -------------------------- |
| Normale k- (か行 ka-gyō) | ko              | こ                         | コ                         |
| Normale k- (か行 ka-gyō) | kou koo kō, koh | こう, こぅ こお, こぉ こー | コウ, コゥ コオ, コォ コー |
| dakuten g- (が行 ga-gyō) | go              | ご                         | ゴ                         |
| dakuten g- (が行 ga-gyō) | gou goo gō, goh | ごう, ごぅ ごお, ごぉ ごー | ゴウ, ゴゥ ゴオ, ゴォ ゴー |

## Scrittura

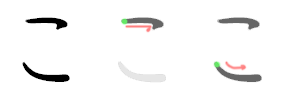
Stile di scrittura di こ

L'hiragana こ è composto da due tratti:
1. Tratto orizzontale, da sinistra verso destra.
2. Tratto orizzontale, da sinistra verso destra, più sotto rispetto al primo segno ed iniziante con un piccolo tratto verticale dall'alto in basso.

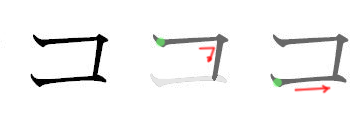
Stile di scrittura di コ

Il katakana コ è composto da due tratti:
1. Tratto orizzontale, da sinistra verso destra, poi continuante verticalmente dall'alto in basso fino a formare un angolo.
2. Tratto orizzontale, da sinistra verso destra, terminante alla fine del primo segno.

## Rappresentazione in altri sistemi di scrittura
Nel linguaggio Braille giapponese, こ or コ è rappresentato con:
| -  | ●  |
| ●  | － |
| － | ●  |

Il Codice Wabun per こ o コ è －－－－.